# Spöslitning

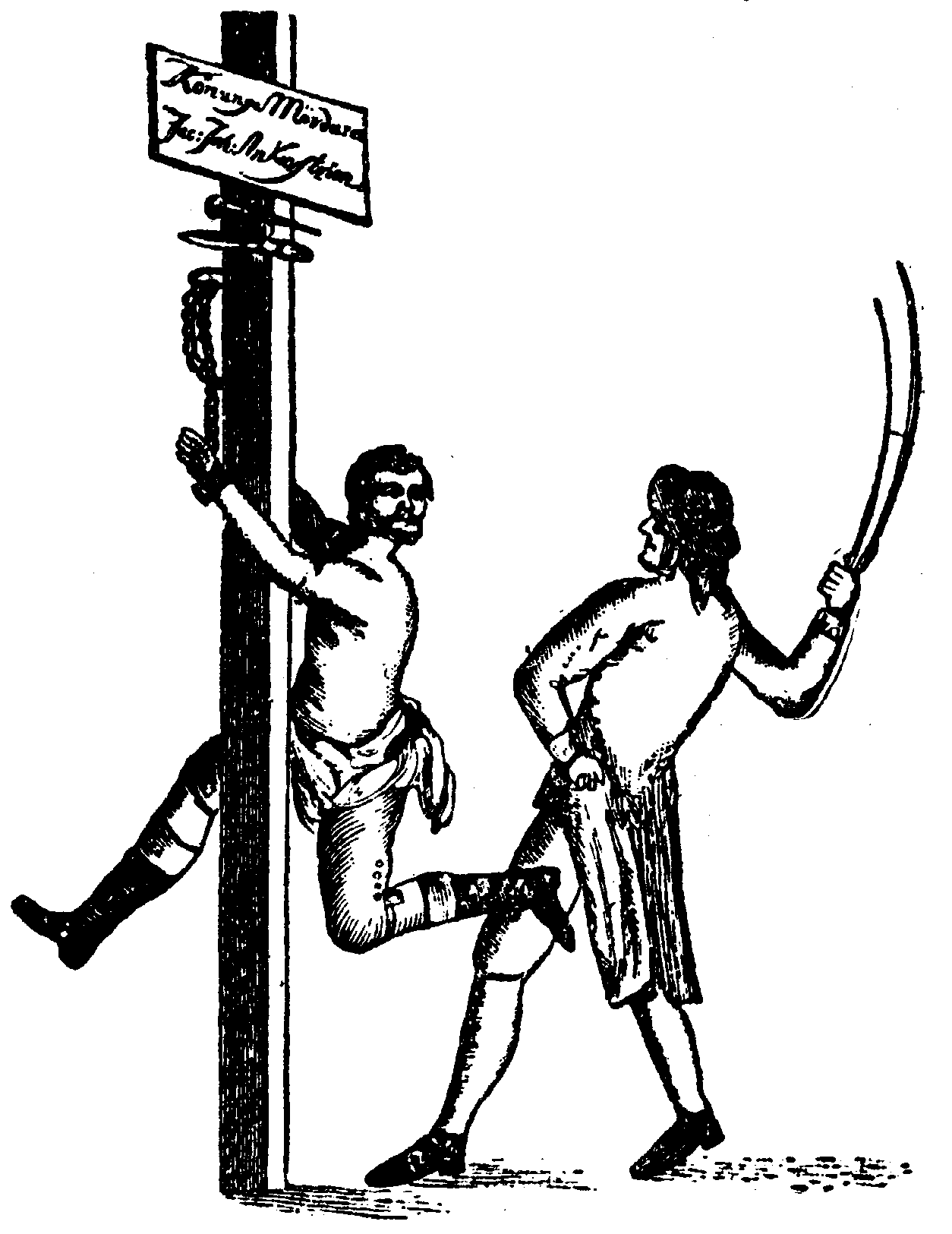
Spöslitning av Jacob Johan Anckarström, från samtida teckning.

Spöslitning innebar att den dömde först skulle stå i halsjärn någon timme. Därefter lästes domen upp och rapp utdelades med spön så hårt att en djupröd, blödande fåra snett längs ryggtavlan kunde uppstå. För publiken kunde det innebära att den som trängde sig nära kunde få skinnslamsor och bloddroppar i ansiktet.